# イエンソン県
イエンソン県（イエンソンけん、ベトナム語：Huyện Yên Sơn / 縣安山?）は、ベトナム社会主義共和国トゥエンクアン省の県。面積は1,067.70km²、人口は145,390人（2018年）である。

## 行政区画
1市鎮27社から構成される。